# 寺島義幸
寺島 義幸 （てらしま よしゆき、1953年8月28日 - ）は、日本の政治家。衆議院議員（1期）、長野県議会議員（6期）、長野県議会議長（第84代）などを歴任した。

## 概要
長野県北佐久郡立科町の農家に生まれる。立科町立立科南小学校、立科中学校、長野県岩村田高等学校、成城大学経済学部卒業。大学卒業後は会社勤務を経て、1987年から1991年まで羽田孜衆議院議員の秘書を務める。1991年、長野県議会議員選挙に北佐久郡選挙区から無所属で立候補し、初当選。以後、議会運営委員長や総務警察委員長、会派「改革・緑新県議団」副代表などを歴任し、県議在職中に民主党に入党。2010年4月から2011年3月まで、第84代長野県議会議長を務める。
2012年、政界引退を表明していた長野3区選出の羽田孜やその後援会は、長男で参議院議員の羽田雄一郎の擁立を模索していたが、民主党内の世襲立候補を制限する内規により、衆議院への鞍替えを断念。雄一郎に代わり、急遽孜の元秘書である寺島が長野県議会議員を辞職して長野3区から出馬する。みんなの党新人の井出庸生、自由民主党新人の木内均らに僅差で競り勝ち、当選を果たした。与党に猛烈な逆風が吹き荒れた第46回衆議院議員総選挙において、民主党公認で初当選した候補者は寺島ただ1人である。
しかし2014年に行われた第47回衆議院議員総選挙では、維新の党に移籍した前職井出に敗れ、比例復活もできず落選、羽田王国と呼ばれた長野3区を明け渡すこととなった。なお得票数では自民党の木内には勝っていたが、木内は比例で復活当選を果たすという皮肉な結果となった。
2017年に行われた第48回衆議院議員総選挙では長野3区からの立候補を予定していたが、希望の党の選挙区調整により長野4区からの立候補を余儀なくされた。投開票の結果、後藤茂之に敗れ、落選。
2018年、引退する上田市の母袋創一市長から後継指名を受け、同年2月20日、上田市長選挙に無所属で立候補した。羽田雄一郎の後援会「千曲会」も出馬を了承し、全面支援を決定したが、同年3月25日投開票の結果、落選。
2020年末に羽田雄一郎が急逝したことに伴う参議院長野選挙区補欠選挙に向けては、「千曲会」幹部からは雄一郎の弟の羽田次郎のほか、寺島を候補者として推す声も根強く存在したが、寺島は2021年1月30日に「志半ばで亡くなった雄一郎氏の遺志を継ぐのは、若い次郎氏が適任」と述べ、次郎を支援する立場を表明。同日に同会は羽田次郎を擁立する方針を決め、4月の同選挙で当選した。
2024年11月の秋の叙勲で、旭日小綬章を受章した。

## 政策
- 選択的夫婦別姓制度導入について、「どちらとも言えない」としていた[13]。
- ただし、2021年現在は導入に賛成。